# يان سميث (لاعب كريكت جنوب إفريقي)
يان سميث (23 فبراير 1925 - 25 أغسطس 2015) (بالإنجليزية: Ian Smith)‏ هو لاعب كريكت جنوب أفريقي. شارك مع منتخب جنوب أفريقيا الوطني للكريكت.

## وصلات خارجية
- يان سميث على موقع إي آس بي آن كريك إنفو (الإنجليزية)